# Ополенка
Ополенка — река в Смоленском районе Смоленской области России.
Длина реки — 31 км, площадь водосборного бассейна — 67 км². Исток — деревня Донец Вязгинского сельского поселения Смоленского района на юго-западном склоне Духовщинской возвышенности. Направление течения: юг, юго-запад. Впадает в реку Жереспею у деревни Кислые. Пойма сильно заболоченная.